# Seconda guerra del nord
La prima guerra del nord, più raramente detta seconda guerra del nord e nota anche come conflitto polacco-svedese, fu un conflitto combattuto tra 1655 e 1660 che vide contrapporsi la Confederazione polacco-lituana (coinvolta nella guerra dall'inizio alla fine), l'Impero svedese, il Regno russo (1656-1658), il Brandeburgo-Prussia (1657-1660), la monarchia asburgica (1657-1660) e la Danimarca-Norvegia (1657-1658 e 1658-1660) per il predominio del Mar Baltico. La Repubblica olandese intraprese una guerra commerciale informale contro la Svezia e conquistò la colonia della Nuova Svezia nel 1655, sfruttando il fatto che gli scandinavi non erano in grado di prestare adeguata attenzione alle vicende in corso nelle colonie americane.
Nel 1655 Carlo X Gustavo di Svezia invase e occupò la Polonia occidentale e la Lituania, la cui metà orientale era stata già occupata dalla Russia nell'ambito della guerra russo-polacca del 1654-1667. La rapida avanzata svedese passò alla storia in Polonia con il nome di "diluvio". Il Granducato di Lituania finì per diventare un feudo svedese ai sensi dell'Unione di Kėdainiai, mentre gli eserciti regolari polacco-lituani si arresero e il re polacco Giovanni II Casimiro Vasa fuggì nel territorio amministrato dalla monarchia asburgica. Federico Guglielmo I di Brandeburgo, che era anche duca di Prussia, inizialmente accarezzò l'ipotesi di costituire una Prussia reale autonoma, ma in seguito si alleò con la Svezia in virtù del trattato di Königsberg del 1656, ricevendo in cambio la gestione del ducato di Prussia a titolo di feudo svedese. Sfruttando i sentimenti religiosi feriti della popolazione cattolica sotto l'occupazione protestante e coalizzando i comandanti militari polacco-lituani nella Confederazione di Tyszowce, Giovanni II Casimiro Vasa riuscì a riconquistare terreno nel 1656. La Russia approfittò della battuta d'arresto svedese dichiarandole guerra e scatenando il conflitto russo-svedese del 1656-1658, spingendosi in Lituania e in Livonia.
Nel novembre del 1656, Carlo X Gustavo concesse a Federico Guglielmo la piena sovranità nel ducato di Prussia con il trattato di Labiau in cambio di aiuti militari; inoltre, la corona svedese stipulò il trattato di Radnot del 1656 si alleò con la Transilvania di Giorgio II Rákóczi, responsabile dell'invasione della Polonia-Lituania da sud-est. Giovanni II Vasa trovò un fidato alleato in Leopoldo I d'Asburgo, i cui eserciti attraversarono la Polonia-Lituania da sud-ovest. Poiché Stoccolma fu impegnata altrove, le circostanze spinsero Federico III di Danimarca ad eseguire un'invasione della terraferma svedese all'inizio del 1657, nel tentativo di ripristinare la situazione antecedente alla perduta guerra di Torstenson. Il Brandeburgo lasciò l'alleanza con la Svezia quando venne confermata la piena sovranità nel ducato di Prussia dal re polacco nei trattati di Wehlau e Bromberg del novembre del 1657.
La guerra di Federico III alla Svezia fornì a Carlo X Gustavo un pretesto per abbandonare lo stallo polacco-lituano e combattere invece la Danimarca. Dopo aver marciato con il suo esercito a ovest e aver compiuto una pericolosa traversata sul mare ghiacciato, la marcia sui Belt, nell'inverno del 1657/1658, sorprese l'impreparato Federico III sulle isole danesi e lo costrinse alla resa. Nel trattato di Roskilde del marzo del 1658, la Danimarca dovette abbandonare tutte le province danesi nell'attuale Svezia meridionale. Gli alleati anti-svedesi nel frattempo neutralizzarono l'esercito della Transilvania e le forze polacche devastarono la Pomerania svedese.
Nel 1658 Carlo X Gustavo, anziché rafforzare le restanti roccaforti svedesi in sua mano in Polonia-Lituania, si convinse della necessità di attaccare di nuovo la Danimarca. In tale occasione, quest'ultima resistette all'attacco e gli alleati anti-svedesi inseguirono Carlo X Gustavo nello Jutland e nella Pomerania svedese. Per tutto il 1659, la Svezia difese le sue roccaforti in Danimarca e sulla sponda meridionale del Baltico, mentre poco venne guadagnato dagli alleati e fu infine negoziata una pace. 
Quando Carlo X Gustavo morì nel febbraio 1660, il suo successore intavolò le trattative per il trattato di Oliva sottoscritto con la Polonia-Lituania, gli Asburgo e il Brandeburgo in aprile e il trattato di Copenaghen con la Danimarca a maggio. La Svezia dovette preservare la maggior parte di quanto guadagnato durante la lunga guerra da Roskilde, sull'isola di Selandia. Malgrado il ducato di Prussia divenne uno Stato sovrano, nello scacchiere geopolitico dell'Europa orientale si tornò allo status quo ante bellum, ovvero alla situazione precedente allo scoppio del conflitto. La Svezia aveva frattanto già concluso una tregua provvisoria con la Russia nel 1658, che lasciò alla fine spazio a un accordo finale nella pace di Kardis nel 1661.

## Denominazione
Nella storiografia italiana, per definire il conflitto si preferisce adoperare la locuzione "Prima guerra del nord", malgrado alcuni autori ricorrano in alternativa alle definizioni "Seconda guerra del nord" o semplicemente "Guerra del nord del 1655-1660". Alcuni autori utilizzano invece l'espressione "Prima guerra del nord" per designare la guerra di Livonia del 1558-1583/1584, indicando come "Terza guerra del Nord" quella del 1700-1721.
Nella storiografia in lingua inglese, tedesca, russa e scandinava, questi conflitti erano tradizionalmente indicati come "Prima guerra del Nord". Il termine "Seconda guerra del Nord", coniato nella storiografia polacca (Druga Wojna Północna), è stato recentemente adottato sempre più anche da studiosi di lingua tedesca e britannica, oltre che italiani.

## Antefatti
Nel 1648 la pace di Vestfalia aveva posto fine alla guerra dei Trent'anni, durante la quale l'Impero svedese emerse come una delle principali potenze europee. Nella guerra di Torstenson, combattuta in quel frangente storico, la Svezia aveva sconfitto una vecchia potenza baltica concorrente, la Danimarca. Stoccolma era in pace con la Russia da quando il trattato di Stolbovo aveva posto fine alla guerra d'Ingria nel 1617. La Svezia era rimasta in stato di guerra con la Confederazione polacco-lituana sin dai tempi della guerra polacco-svedese del 1626-1629, che si concluse con delle tregue più volte rinnovate (Altmark e Stuhmsdorf). Nel 1651 si tentò di organizzare un incontro a Lubecca che potesse eliminare le acredini tra Svezia e Polonia, ma non si giunse ad alcun risultato concreto.

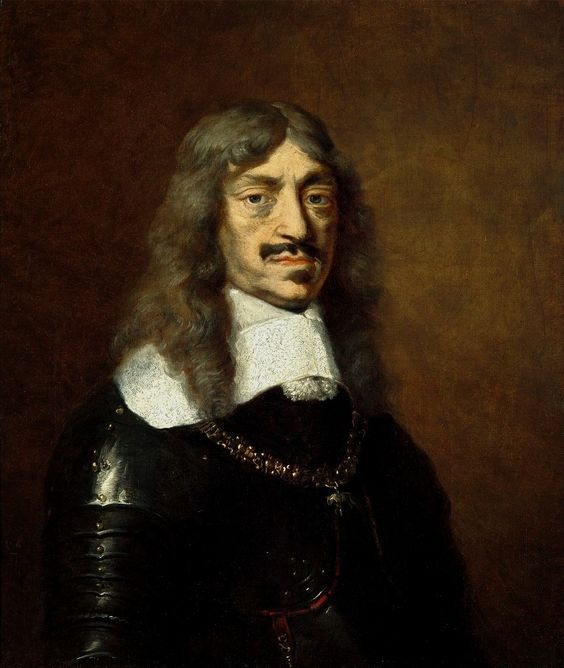
Giovanni II Casimiro Vasa di Polonia

Dal canto suo, la Confederazione, guidata dal re Giovanni II Casimiro Vasa dal 1648, stava vivendo una crisi dovuta sia alla rivolta di Chmel'nyc'kyj compiuta dai cosacchi nel sud-est che dalla paralisi dell'amministrazione a causa alle liti interne della nobiltà. Infatti, erano in corso delle faide tra il re e l'etmano lituano Janusz Radziwiłł e tra i membri dei sejmik, i quali solevano ostacolare le proprie ambizioni a vicenda ricorrendo allo strumento del liberum veto dal 1652. Di conseguenza, la Confederazione si trovava in uno stato di grave vulnerabilità rispetto alle minacce straniere.
Nel gennaio 1654, fu stipulato il trattato di Perejaslav in chiave anti-polacca tra l'atamano cosacco ribelle Bohdan Chmel'nyc'kyj e Alessio Michajlovič, che controllava un esercito ben equipaggiato che stava affrontando una fase di modernizzazione. Nel 1654, mentre Carlo X Gustavo succedeva a sua cugina Cristina sul trono svedese, le forze russe stavano avanzando verso ovest nell'ambito della guerra russo-polacca dal 1654 al 1667. Concentrandosi sul nord-est, i russi si avvicinarono alla sfera di interesse svedese presso le coste del Mar Baltico. Visto il grande successo conseguito dagli invasori, anche la Svezia decise di intervenire, dicendosi pronta a difendere militarmente le comunità protestanti attive in Polonia. Avendo stretto una salda relazione con il principe di Transilvania, la Svezia aveva intenzione di sconfiggere la Polonia cattolica. La Svezia ai avvicinò diplomaticamente anche con il nascente etmanato cosacco, che si opponeva fermamente a Cracovia e prometteva sostegno militare se i cosacchi avessero abbandonato il proprio sostegno ai russi. L'atamano Bohdan Chmel'nyc'kyj inviò una spedizione guidata dal comandante di Kiev in Galizia che tornò presto indietro a causa di un ammutinamento dei soldati. Bohdan Chmel'nyc'kyj non partecipò personalmente alla campagna per via delle sue cattive condizioni di salute.
La Svezia, che a quel tempo era un impero desideroso di espandersi quanto più possibile grazie al suo esercito ben addestrato, era consapevole che un attacco diretto contro il suo principale avversario, la Russia, avrebbe potuto comportare la costituzione di una coalizione danese, polacca e russa. Inoltre, l'ipotesi di formare un'alleanza svedese-polacca svanì per via del rifiuto di Giovanni II Casimiro di rinunciare alle sue pretese sulla corona svedese e dalla riluttanza della nobiltà polacco-lituana ad effettuare delle concessioni territoriali e politiche a Stoccolma. Per questa ragione, gli ulteriori negoziati tenutisi a Lubecca nel febbraio 1655 naufragarono ancora una volta senza portare ad alcun risultato. Convinta dei suoi mezzi, la Svezia decise di colpire militarmente la Confederazione polacco-lituana, confidando nell'effetto sorpresa. Uno dei timori degli scandinavi riguardava la Russia, poiché si temeva che se Stoccolma non avesse agito lo avrebbe fatto Mosca, assicurandosi i territori bramati invece dagli svedesi.

## Svolgimento del conflitto

### Campagne svedesi in Polonia-Lituania
Le forze svedesi fecero il loro ingresso in Polonia-Lituania dalla Pomerania svedese a ovest e dalla Livonia a nord. La divisione militare sul fianco occidentale era composta da 13650 uomini e 72 pezzi di artiglieria sotto gli ordini del conte e feldmaresciallo svedese Arvid Wittenberg; essa entrò in Polonia il 21 luglio 1655. Un altro contingente composto da un numero di soldati compreso tra 12700 e 15000 uomini comandati da Carlo X Gustavo lo seguì in agosto, mentre la divisione sul fianco settentrionale era formata dai 7200 uomini capeggiati da Magnus De la Gardie che avevano già conquistato Dünaburg il 12 luglio.
Sul fronte occidentale, Wittenberg fu contrastato da un contingente polacco composto da 13000 uomini e altri 1400 contadini tra le file della fanteria. Consapevoli della superiorità militare degli svedesi ben addestrati, i nobili della Grande Polonia si arresero a Wittenberg il 25 luglio a Ujście dopo alcuni combattimenti, giurando poi fedeltà al re di Stoccolma. Wittenberg decise di insediare una guarnigione a Poznań (Posen).
Sul fronte settentrionale, il principe Janusz Radziwiłł firmò il trattato di Kėdainiai con la Svezia il 17 agosto 1655, ponendo il Granducato di Lituania sotto la protezione svedese. Sebbene Radziwiłł avesse negoziato con la Svezia in precedenza, durante la sua contesa con il re polacco, a Kėdainiai si inserì una clausola la quale sanciva che le due parti della Confederazioni, Polonia e Lituania, non dovevano combattere l'una contro l'altra. Parte dell'esercito lituano si oppose tuttavia al trattato, costituendo un gruppo di insorti guidati dal magnate ed etmano polacco-lituano Paweł Jan Sapieha nei dintorni di Wierzbołów.
Il 24 agosto, Carlo X Gustavo si unì alle forze di Wittenberg. Il re polacco Giovanni II Casimiro lasciò Varsavia lo stesso mese per affrontare l'esercito svedese a ovest, ma dopo alcune schermaglie con l'avanguardia svedese si ritirò verso sud, in direzione di Cracovia. L'8 settembre Carlo X Gustavo occupò Varsavia, poi marciò nuovamente a meridione per affrontare il re polacco in ritirata. I re si scontrarono nella battaglia di Żarnów il 16 settembre, uno scontro conclusosi, allo stesso modo dei combattenti avvenuti il 3 ottobre a Wojnicz, con una vittoria per la Svezia. Giovanni II Casimiro fu esiliato in Slesia, mentre Cracovia si arrese a Carlo X Gustavo il 19 ottobre.
Il 20 ottobre venne ratificato un secondo trattato a Kėdainiai, il quale diede vita a un'unione territoriale tra la Lituania e la Svezia, con Radziwiłł che riconobbe Carlo X Gustavo come granduca di Lituania. Nei giorni seguenti, il grosso dell'esercito polacco si arrese alla Svezia: il 26 ottobre Koniecpolski smise di combattere con 5385 uomini vicino a Cracovia, il 28 ottobre gli atamani Stanisław Lanckoroński e Stanisław Potocki si arresero con 10000 uomini, mentre infine il 31 ottobre la guarnigione della Masovia fu sciolta a seguito della disfatta riportata a Nowy Dwór.

## Occupazione della Polonia-Lituania e intervento brandeburghese

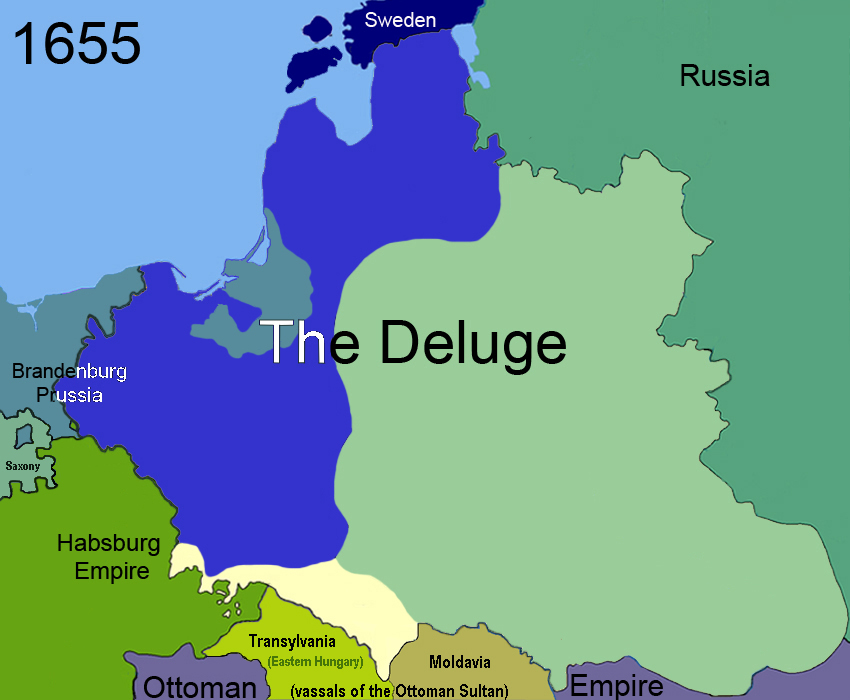
Estensione approssimativa della Polonia–Lituania occupata dagli svedesi (azzurro) e dai russi (verde chiaro)

Nel frattempo, le forze russe e cosacche avevano occupato l'est della Confederazione polacco-lituano fino a Lublino, con la sola Leopoli (Lviv) ad essere rimasta sotto il controllo di Cracovia. Alla fine di ottobre, Carlo X Gustavo si diresse verso nord e lasciò Wittenberg a Cracovia con una forza composta da 3000 soldati svedesi e 2000 polacchi, oltre a svariate guarnigioni stanziate qua e là nella Polonia al fine di presidiare la parte meridionale della Confederazione occupato dalla Svezia.
Nel nord, i nobili della Prussia reale conclusero un'alleanza difensiva con la Marca di Brandeburgo il 12 novembre grazie al trattato di Rinsk, guadagnandosi il supporto militare delle guarnigioni brandeburghesi. Danzica (Gdánsk), Thorn (Torun) ed Elbing (Elblag) non avevano partecipato alle trattative che portarono all'intesa, benché queste ultime due città si arresero alla Svezia. Nel trattato di Königsberg del 17 gennaio 1656, a Federico Guglielmo I di Brandeburgo fu confermata l'amministrazione del ducato di Prussia, già feudo polacco e che il nobile gestiva da qualche tempo, ma la regione fu convertita in un feudo di Carlo X Gustavo. Le guarnigioni brandeburghesi nella Prussia reale furono ritirate e, quando Marienburg (Malbork) si arrese a marzo, Danzica rimase l'unica città non sottoposta al controllo svedese.
La rapida invasione e occupazione svedese dei territori polacco-lituani passò alla storia in Polonia con l'espressione "diluvio".

### Controffensiva polacco-lituana
La raffica di distruzioni causata dal "diluvio" e le differenze religiose tra gli svedesi principalmente protestanti e i polacchi perlopiù cattolici non si rivelarono senza effetti. Furono infatti frequenti i casi di maltrattamento e omicidio di monaci e più in generale di fedeli cattolici, oltre ai casi di saccheggio di chiese e monasteri cattolici, che generarono più di qualche malcontento tra la popolazione. Un piccolo gruppo di combattenti attaccò una piccola guarnigione svedese a Kościan nell'ottobre 1655 e uccise Federico d'Assia-Eschwege, cognato del re svedese. Il monastero paolino di Jasna Góra, a Częstochowa, resistette con successo a un assedio svedese a cavallo tra il mese di novembre del 1655 e il gennaio del 1656. Il 20 novembre fu pubblicato un manifesto a Opole (Oppeln) che incitava la popolare a resistere e a pregare per il ritorno di Giovanni II Casimiro, mentre a dicembre un gruppo di contadini riuscì a impossessarsi di Nowy Sącz. Il 29 dicembre fu costituita la partigiana Confederazione di Tyszowce sotto la partecipazione di Lanckoroński e Potocki e il 1º gennaio 1656 Giovanni II Casimiro fece ritorno dall'esilio. Più tardi, a gennaio, il nobile e generale Stefan Czarniecki si unì agli scontri; a febbraio, la maggior parte dei soldati polacchi in servizio tra le file svedesi dall'ottobre 1655 disertò.
Carlo X Gustavo, a capo di 11000 cavalieri, reagì ingaggiando la forza di Czarniecki di 2400 uomini, affrontandolo e sconfiggendolo nella battaglia di Gołąb nel febbraio del 1656. In quel momento, Carlo X Gustavo intendeva prendere Leopoli, ma la sua avanzata fu interrotta nella battaglia di Zamość, quando fu quasi circondato dai gruppi di guerrieri polacco-lituani agli ordini di Sapieha e Czarniecki, e riuscì a malapena a fuggire il 5 e 6 aprile sfondando le linee di Sapieha durante la battaglia di Sandomierz, sacrificando l'artiglieria e altri equipaggiamenti. Una forza di soccorso svedese sotto Federico di Baden fu sbaragliata da Czarniecki il 7 aprile nella battaglia di Warka. Nello stesso mese, Giovanni II Casimiro eseguì il solenne giuramento di Leopoli, promettendo al cospetto della Vergine Maria, protettrice e "regina" della Polonia, di vendicare l'onta subita e di impegnarsi a tornare sul trono per il bene della sua terra.

### Alleanza brandeburghese-svedese e guerra tra Russia e Svezia
Il 25 giugno 1656, Carlo X Gustavo firmò un'alleanza con il Brandeburgo: il cosiddetto trattato di Marienburg concedeva la Grande Polonia a Federico Guglielmo in cambio di aiuti militari. Sebbene il rapporto di vassallaggio non valesse con la Svezia con riferimento alla Grande Polonia, lo stesso discorso non valeva per il ducato di Prussia. Le guarnigioni brandeburghesi sostituirono quelle svedesi in Grande Polonia, rafforzando così l'esercito di Carlo X Gustav. Il 29 giugno, tuttavia, Varsavia fu presa d'assalto da Giovanni II Casimiro, che si era schierato a ridosso delle truppe di Carlo X Gustavo con una forza di 28500 regolari e un gruppo di combattenti radunato dai nobili compreso tra 18000 e 20000 uomini. Il Brandeburgo partecipò attivamente alla guerra al fianco degli svedesi, spingendo Giovanni II Casimiro Vasa a dichiarare che, oltre a consegnare gli svedesi prigionieri alla gestione dei tartari, famosi per i loro atteggiamenti brutali, egli si sarebbe impegnato a catturare anche Federico Guglielmo, con l'intento di rinchiuderlo dove né sole né luna avrebbero brillato.
Già nel maggio 1656, Alessio Michajlovič di Russia aveva dichiarato guerra alla Svezia, approfittando del fatto che Carlo era impegnato in Polonia. In tal modo, riuscì ad aggredire la Livonia, l'Estonia e l'Ingria, presidiate da un fragile esercito livoniano composto da 2200 fanti e 400 dragoni, dai 7000 uomini di Magnus de la Gardie in Prussia e dai 6933 uomini dispersi delle guarnigioni che erano attive lungo la costa orientale del Baltico. Alessio invase la Livonia a luglio con 35000 uomini e prese il controllo di Dünaburg.

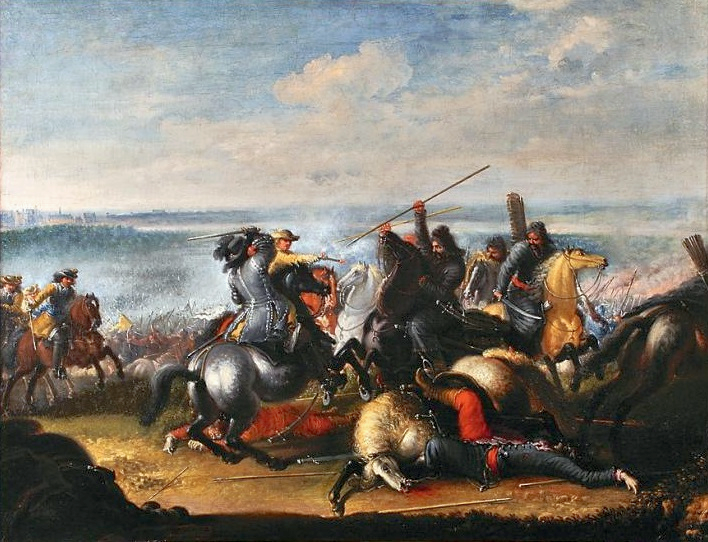
Il re svedese Carlo X Gustavo combatte i tatari di Lipka durante la battaglia di Varsavia del 1656

Alla fine di luglio, Danzica fu rinforzata da una guarnigione olandese; al contempo, una flotta combinata danese e olandese ruppe il blocco navale imposto a Danzica da Carlo X Gustavo. Il 28-30 luglio, un esercito brandeburghese-svedese combinato riuscì a sconfiggere l'esercito polacco-lituano nella battaglia di Varsavia, costringendo Giovanni II Casimiro a ritirarsi a Lublino. Ad agosto, l'esercito di Alexis prese la città della Livonia Kokenhausen (Koknese), cinse d'assedio Riga e Dorpat (Tartu) ed eseguì delle incursioni in Estonia, Ingria e a Kexholm.
Il 4 ottobre, Giovanni II Casimiro aggredì Łęczyca, nella Grande Polonia, prima di dirigersi verso la Prussia reale. L'8 ottobre il nobile e generale Wincenty Korwin Gosiewski, alla testa di 12000-13000 cavalieri lituani e tartari di Crimea, combatté contro una forza brandeburghese-svedese nella battaglia di Prostki nel ducato di Prussia. Gosiewski devastò poi la Prussia ducale, dando alle fiamme 13 città e 250 villaggi, nell'ambito di una campagna che si rivelò decisamente sanguinosa per via dell'alto numero di vittime civili e dell'alto numero di prigionieri deportati in Crimea.
Il 22 ottobre, Gosiewski fu sconfitto dalle forze svedesi nella battaglia di Filipów e si rivolse in cerca di assistenza alla Lituania. Sempre il 22 ottobre, l'attaccata Dorpat si arrese ad Alessio, un esito opposto rispetto all'assedio di Riga russo dello stesso anno, che fu respinto dagli svedesi. Giovanni II Casimiro nel frattempo si assicurò Bromberg (Bydgoszcz in polacco) e Konitz (Chojnice in polacco) nella Prussia reale e dal 15 novembre 1656 fino al febbraio 1657 rimase a Danzica, dove l'assedio svedese dovette essere abbandonato anche a causa della non volontà degli olandesi di continuare ad assistere gli scandinavi.

### La larga coalizione a guida svedese e le tregue con la Russia

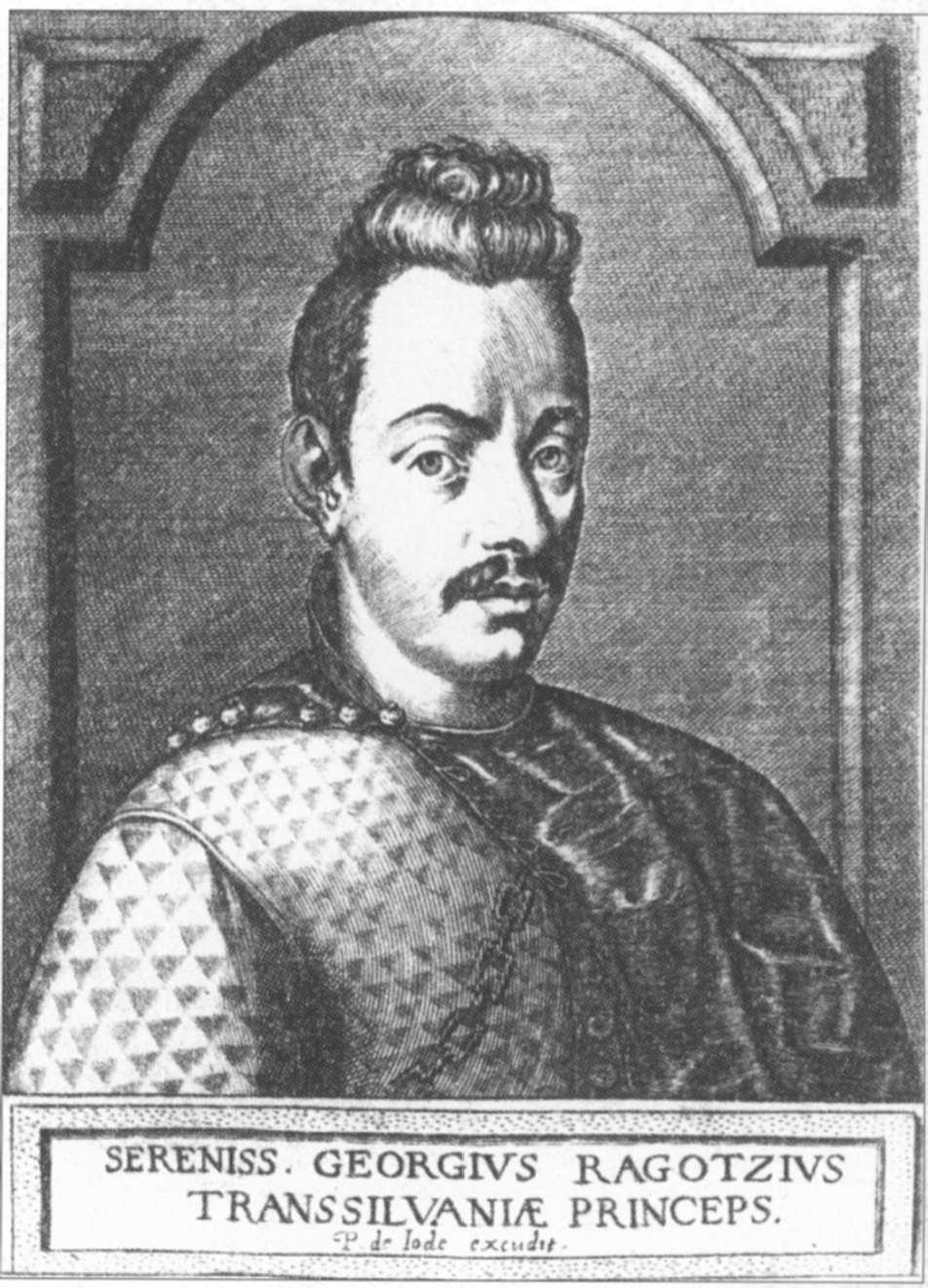
Giorgio II Rákóczi

Nella fase del conflitto tra 1656 e 1657 si gettarono le basi per far nascere una vasta coalizione a guida svedese composta dal Brandeburgo, dalla Transilvania e dalla Valacchia. Nel trattato di Labiau del 20 novembre, Carlo X Gustavo di Svezia concesse a Federico Guglielmo di Brandeburgo la piena sovranità nel Ducato di Prussia in cambio di una partecipazione più attiva alla guerra. Nel trattato di Radnot del 6 dicembre, Carlo X Gustavo promise di accettare Giorgio II Rákóczi di Transilvania come re di Polonia e Granduca di Lituania in cambio della sua entrata in guerra. Rákóczi partecipò ufficialmente al conflitto nel gennaio del 1657, facendo il suo ingresso nella Confederazione con una forza di 25000 uomini provenienti dalla Transilvania, dalla Valacchia, dalla Moldavia e 20000 cosacchi che accrebbero il numero di soldati svedesi stanziati a Cracovia prima di incontrare Carlo X Gustavo, alla guida in quel momento di un'armata svedese-brandeburghese intenta a viaggiare verso sud. Il mese successivo, le forze svedesi-brandeburghesi-transilvane-rumene-cosacche inseguirono a più riprese i polacco-lituani, cercando di sedare tutti i vari focolai di rivolta in tutta la Confederazione senza impegnarsi in grandi scontri. Fecero eccezione a tale tendenza la cattura di Brėst compiuta da Carlo X Gustavo a maggio e il sacco di Varsavia effettuato da Rákóczi e dal generale svedese Gustaf Otto Stenbock il 17 giugno.
A causa di conflitti interni tra i cosacchi non vi fu praticamente alcuna partecipazione dell'etmanato cosacco nella guerra. Sfinito dalle precedenti campagne e chiedendo a Bohdan Chmel'nyc'kyj di rompere con la Svezia, Alessio di Russia alla fine firmò la tregua di Vilnius o Niemież con la Confederazione polacco-lituana e non ingaggiò battaglia con l'esercito svedese in nessuno dei principali combattimenti avvenuti in tutto il 1657, malgrado ciò non gli impedì di rafforzare i suoi eserciti in Livonia. Il 18 giugno, una forza svedese sconfisse un esercito russo di 8000 uomini comandato da Matvej V. Šeremetev nella battaglia di Valga. All'inizio del 1658, Svezia e Russia concordarono una tregua, risultante nel trattato di Valiesar (Vallisaare, 1658) e nella pace di Kardis (Kärde, 1661). La guerra russo-polacca scoppiata nel 1654 riprese invece nel 1658.

### Alleanza austro-brandeburghese-polacca e campagne danesi in Svezia

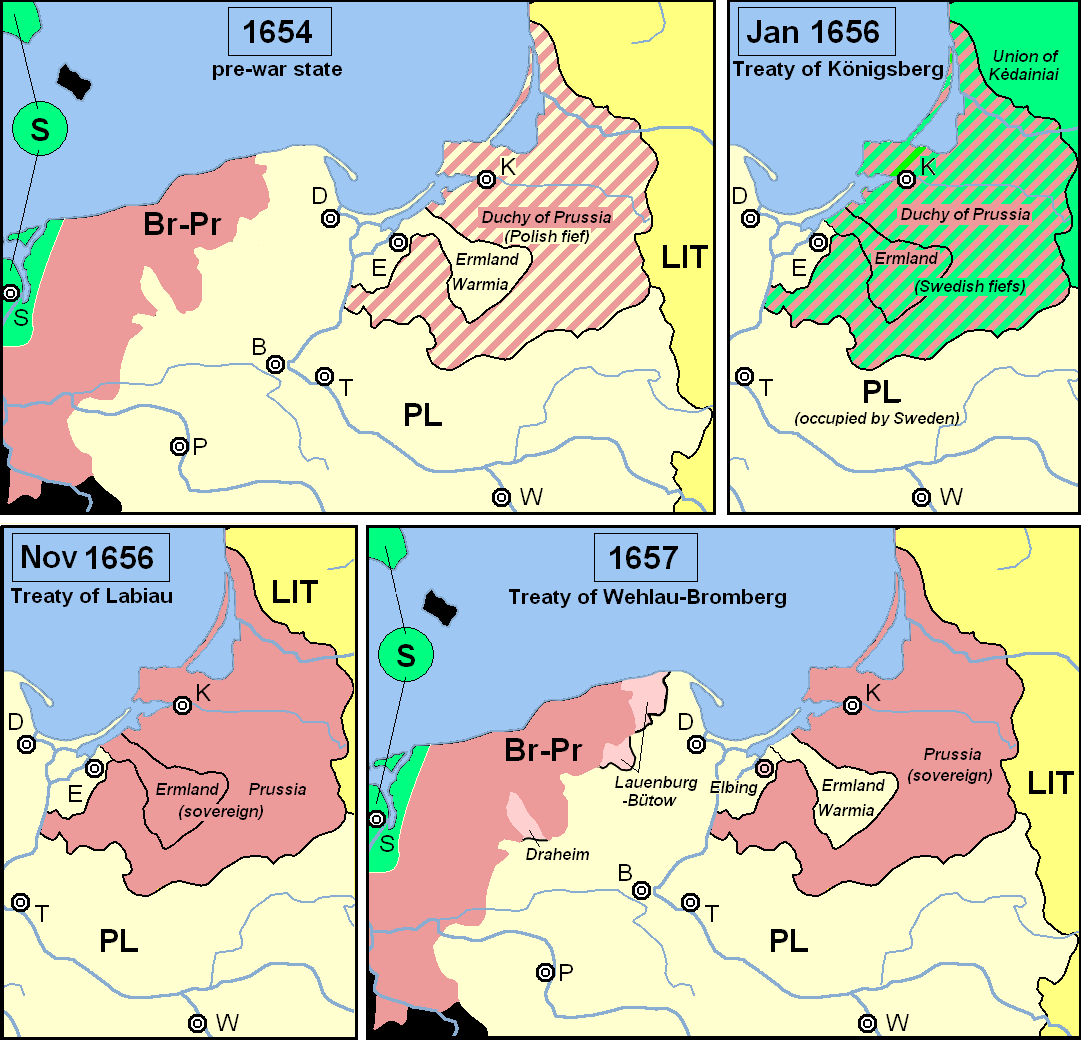
I cambiamenti territoriali avvenuti in seguito al trattato di Wehlau-Bromberg del 6 novembre 1657, rispetto alla situazione prebellica (1654) e ai trattati di Königsberg (gennaio 1656) e di Labiau (novembre 1656)

Come la Svezia, anche Giovanni II Casimiro cercava alleati per sbloccare la situazione di stallo della guerra. Il 1º dicembre 1656 firmò un'alleanza con Ferdinando III d'Asburgo a Vienna, che si estrinsecava essenzialmente in una dichiarazione d'intenti di Ferdinando III di mediare una pace piuttosto che fornire un aiuto militare, la quale non entrò in vigore fino alla morte di Ferdinando il 2 aprile 1657. Il trattato andò tuttavia rinnovato e modificato il 27 maggio dal successore di Ferdinando Leopoldo I d'Asburgo, che acconsentì a Vienna a fornire a Giovanni II Casimiro 12000 soldati mantenuti a spese della Polonia; in cambio, Leopoldo ricevette Cracovia e Posen in pegno. Una volta appresa la notizia, Federico III di Danimarca dichiarò prontamente guerra alla Svezia e, mentre a giugno l'esercito dell'Austria entrò nella Confederazione polacco-lituana da sud stabilizzando immediatamente la situazione nella Polonia meridionale con la conquista di Cracovia, la Danimarca attaccò Brema-Verden, in mano a Stoccolma, e volse il suo sguardo verso Jämtland e Västergötland a luglio.
Quando Carlo X Gustavo lasciò la Confederazione e si diresse verso ovest per un contrattacco anti-danese, la coalizione svedese-brandeburghese-transilvana si ruppe. Rákóczi di Transilvania non si dimostrò in grado di resistere alle forze austriache e polacco-lituane congiunte senza il supporto svedese, e dopo un inseguimento nella moderna Ucraina fu accerchiato e costretto a capitolare; il resto dell'esercito della Transilvania venne surclassato dai tartari.
Il Brandeburgo cambiò schieramento in cambio del ritiro da parte della Polonia delle pretese di supremazia sulla Prussia ducale, dichiarando Federico Guglielmo unico sovrano nel ducato ai sensi dei trattati del trattato di Wehlau il 19 settembre e di quello di Bromberg il 6 novembre. Inoltre, i suddetti trattati assicurarono al Brandeburgo la Terra di Lauenburg e Bütow al confine della Pomerania Brandeburghese, mentre il territorio dell'arcidiocesi di Varmia tornò in capo alla Polonia.

### Danimarca-Norvegia e Pomerania

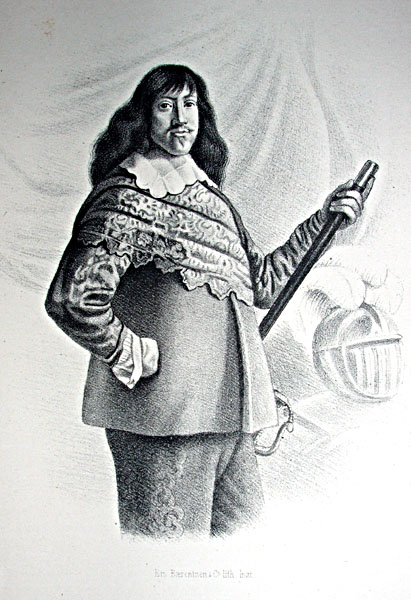
Federico III di Danimarca

L'attacco di Federico III di Danimarca nel giugno 1657, volto a riconquistare i territori perduti nel 1645 ai sensi del trattato di Brömsebro, fornì a Carlo X Gustavo l'opportunità di abbandonare i campi di battaglia polacco-lituani, su cui gli svedesi si stavano impaludando. Alla testa di 9950 cavalieri e 2800 fanti, marciò attraverso la Pomerania e il Meclemburgo. Giunta nello Holstein, si scelse di dividere l'armata svedese, con Carl Gustaf Wrangel che fu indirizzato a ovest per liberare Brema-Verden e Carlo X Gustavo che invece viaggiò verso settentrione per liberare lo Jutland. Quando questi obiettivi furono raggiunti, a settembre Carlo X Gustavo si trasferì nel porto svedese di Wismar e ordinò alla sua marina di partecipare all'inconcludente battaglia di Møn.
Nel frattempo, le forze polacche guidate dal generale Stefan Czarniecki devastarono la Pomerania svedese meridionale, saccheggiando e radendo al suolo Pasewalk, Gartz e Penkun. Gli alleati asburgici e brandeburghesi tuttavia erano riluttanti a unirsi a Czarniecki e, contro il desiderio di Giovanni II Casimiro, decisero di non dichiarare guerra al Sacro Romano Impero, temendo l'inizio di una nuova guerra dei Trent'anni.

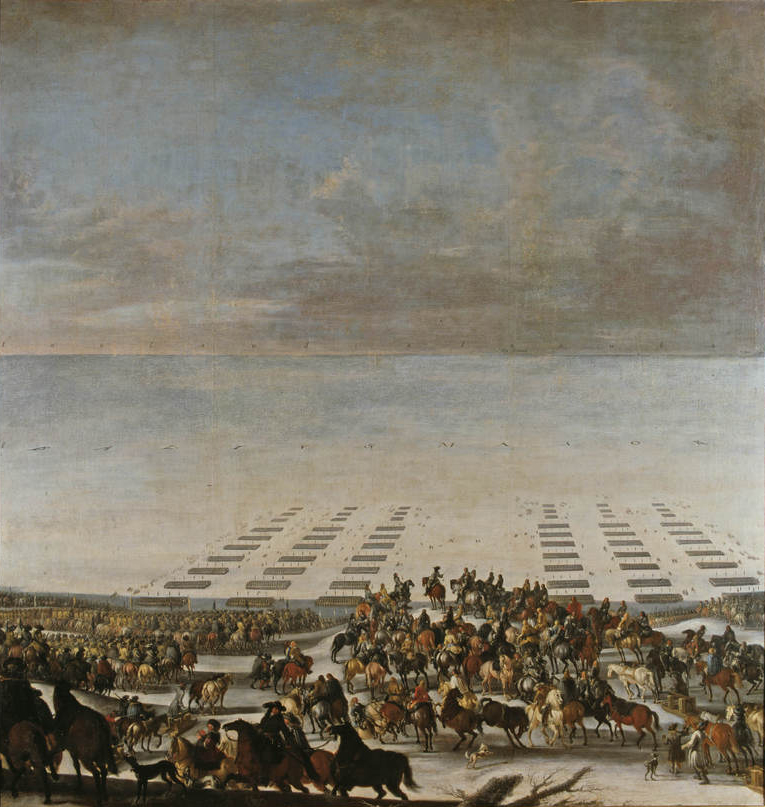
La cosiddetta marcia sui Belt, opera artistica di Johann Philip Lemke (1631-1711)

Il rigido inverno del 1657/1658 aveva costretto la flotta dano-norvegese a rimanere in porto e il Grande e il Piccolo Belt che separavano le isole danesi dalla terraferma videro formarsi uno spesso strato di ghiaccio. Dopo essere entrato nello Jutland da sud, un esercito svedese di 7000 veterani intraprese la cosiddetta marcia sui Belt; il 9 febbraio 1658 il Piccolo Belt fu attraversato e l'isola di Fionia (Fyn) fu catturata in pochi giorni, così come subito dopo Langeland, Lolland e Falster. Il 25 febbraio, l'esercito svedese proseguì attraverso il Grande Belt fino a Selandia, l'isola della capitale danese Copenaghen. Sebbene solo 5000 uomini fossero riusciti a superare i Belt, i difensori furono colti totalmente alla sprovvista; Federico III fu costretto ad arrendersi e firmò lo svantaggioso trattato di Roskilde il 26 febbraio 1658.
La Svezia ottenne la sua vittoria più prestigiosa e la Danimarca patì un'«umiliante sconfitta». Quest'ultima fu costretta a cedere le province di Scania, Halland, Blekinge e l'isola di Bornholm. Invero, Halland era già sotto il controllo svedese sin dalla firma del trattato di Brömsebro nel 1645, ma da quel momento divennero territorio svedese senza che fosse previsto alcun limite temporale di possesso. Inoltre, la Danimarca fu privata della provincia norvegese di Trøndelag.
Malgrado queste acquisizioni, il territorio svedese preservato in Polonia era stato ridotto ad alcune città della Prussia reale, in particolare Elbing, Marienburg e Thorn. Con la Transilvania che ormai era incapace di fornire concreti aiuti e il Brandeburgo che aveva abbandonato la coalizione svedese, la posizione di Carlo X Gustavo nella regione non era abbastanza forte da garantire il suo obiettivo dichiarato, ovvero l'acquisizione permanente della Prussia reale. Quando un esercito austro-polacco pose l'assedio a Thorn, nel luglio del 1658, le pressioni su Stoccolma crebbero, tanto che in ambito diplomatico anche la Francia sollecitò gli scandinavi a giungere a una pace che stabilizzasse l'Europa orientale. La Francia non era disposta a intervenire militarmente e la Svezia non poteva permettersi di violare la pace di Westfalia attaccando i possedimenti asburgici e brandeburghesi nel Sacro Romano Impero, evento che avrebbe probabilmente spinto diversi tedeschi nell'alleanza anti-svedese. Per questo motivo, Carlo X Gustavo decise di attaccare ancora una volta quello che appariva il bersaglio più vulnerabile, la Danimarca.

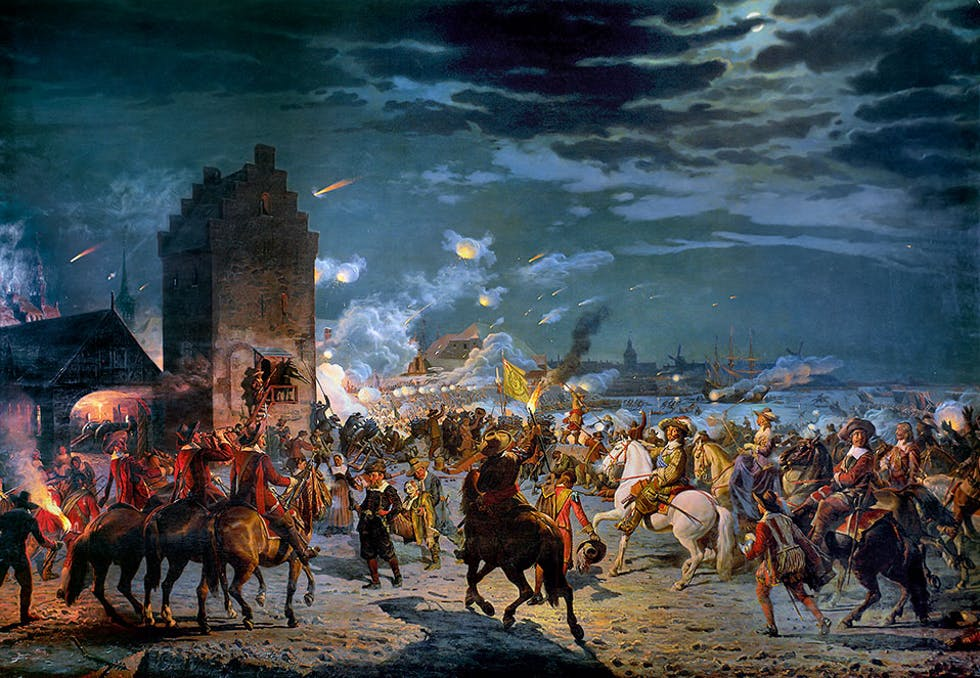
L'assalto di Copenaghen del 1659. Opera del 1887 di Frederik Christian Lund (1826-1901)

Quando i danesi temporeggiarono e prolungarono l'adempimento di alcune disposizioni del trattato di Roskilde rinviando i pagamenti e non bloccando l'accesso delle flotte straniere al Mar Baltico, complice la diserzione della metà dei 2000 soldati danesi che erano stati obbligati da Roskilde a entrare al servizio della Svezia, Carlo X Gustavo si imbarcò da Kiel con una forza di 10000 uomini il 16 agosto. Mentre tutti si aspettavano che si dirigesse verso la Prussia reale, sbarcò in Zelanda il 17 agosto e si diresse verso Copenaghen, difesa da 10650 danesi e 2000 olandesi. Questa volta, tuttavia, la città non capitolò e ne seguì un lungo assedio. La conquista svedese del castello di Kronborg a settembre permise agli invasori di controllare entrambi i lati dell'Øresund. Tuttavia, a novembre una flotta olandese ruppe il blocco navale svedese di Copenaghen nella battaglia dell'Øresund.
Nel frattempo, l'alleanza anti-svedese aveva schierato un esercito in Danimarca per affrontare Carlo X Gustavo con una forza di 14500 brandeburghesi comandati da Federico Guglielmo, 10600 austriaci comandati da Raimondo Montecuccoli e 4500 polacchi comandati da Czarniecki. Nel gennaio 1659, questa coalizione raggiunse Fredriksodde, Kolding, situate sulla terraferma danese, e l'isola di Als. Carlo X Gustavo provò quindi un ultimo assalto a Copenaghen il 21 e 22 febbraio, ma venne respinto e dovette ritirarsi.

### Manovre difensive della Svezia

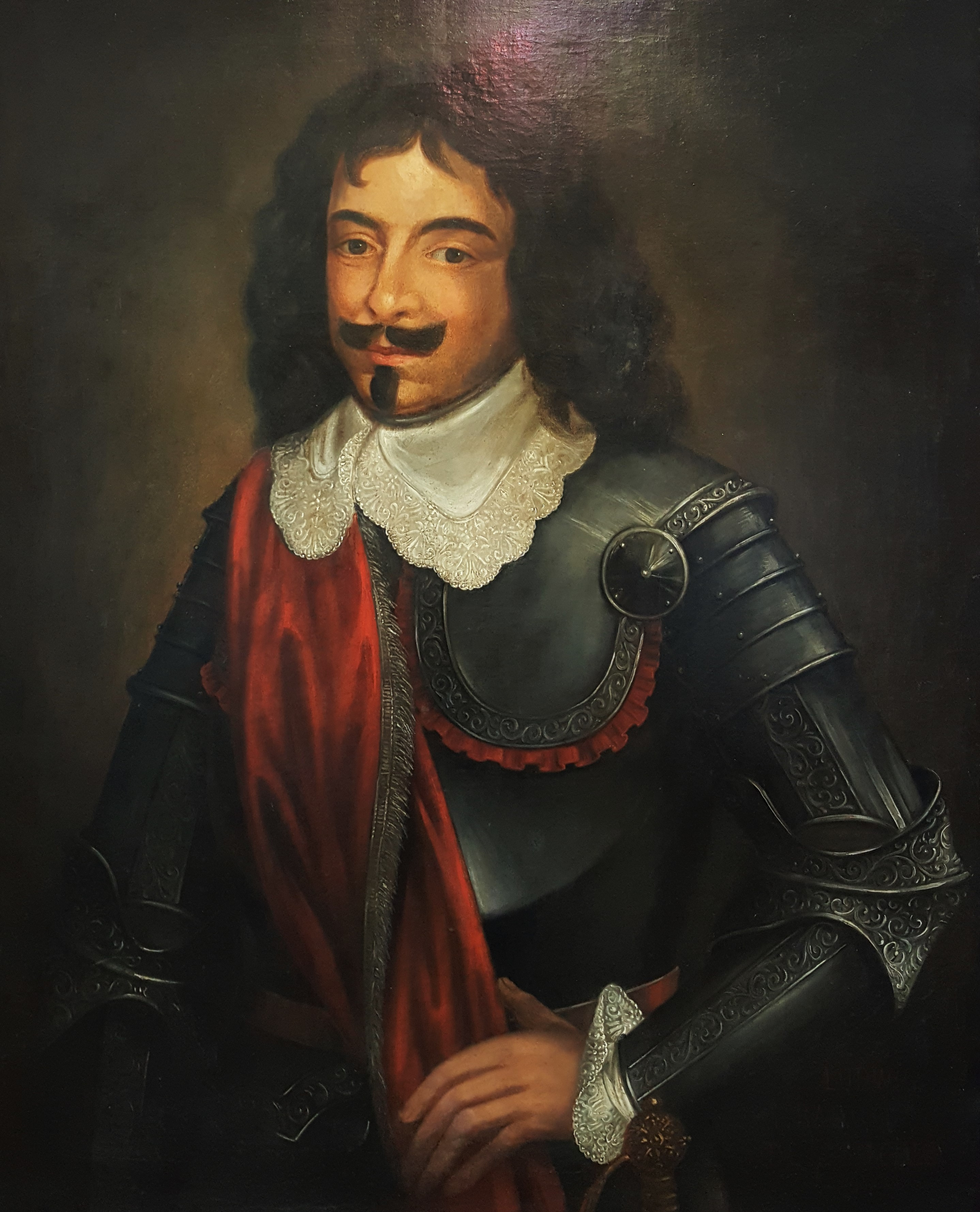
Jean-Louis Raduit de Souches, militare francese al servizio dell'Armata svedese dal 1629 al 1642

Nel 1659 la guerra fu caratterizzata dalle forze svedesi che difendevano le loro roccaforti sulla costa meridionale del Baltico dagli assalti alleati. Una forza combinata di 17000 austriaci e 13000 brandeburghesi guidata dal generale Jean-Louis Raduit de Souches invase la Pomerania svedese, assunse il controllo e diede alla fiamme Greifenhagen, prese l'isola di Wolin e Damm, nei pressi di Stettino, assediarono quest'ultima e Greifswald senza successo, ma espugnarono Demmin il 9 novembre. I contrattacchi furono organizzati dal generale Müller von der Lühnen, che tolse l'assedio a Greifswald dal principe elettore di Brandeburgo, e dal generale maggiore Paul Wirtz, che da Stettino riuscì a catturare il deposito di munizioni brandeburghese a Curau e a trasferirlo a Stralsund. I Brandeburghesi si ritirarono devastando la campagna mentre si ritiravano.
Nelle province danesi occupate e annesse, le varie insurrezioni popolari costrinsero le guarnigioni svedesi a rimanere in un costante stato di pressione. A seguito di una rivolta, i norvegesi si assicurarono Trondheim alla fine del 1658. In Scania e in Zelandia, gli snaphaner (i gruppi di abitanti insorti contro gli svedesi) guidati dai dano-norvegesi Lorenz Tuxen e Svend Poulsen (Gøngehøvdingen) tesero un'imboscata alle forze svedesi. La guarnigione gialloblù di Bornholm fu costretta ad arrendersi agli insorti danesi, con il comandante stesso che venne ucciso.
Nella Prussia reale (la Pomerania orientale della Polonia contemporanea), Thorn era caduta già nel dicembre 1658, ma Elbing e Marienwerder resistettero. Il 24 novembre, la Svezia non poté fare altro che abbandonare Fionia e Langeland dopo la sconfitta riportata nella battaglia di Nyborg. Nel gennaio 1660, la Svezia perse la fortezza situata in Livonia di Mitau.
Nel frattempo, all'interno dell'alleanza anti-svedese tra gli Asburgo e la Polonia-Lituania, nacquero dei conflitti quando gli Asburgo chiesero sempre più contributi senza mostrare gli sforzi bellici che la Polonia-Lituania si aspettava. Con la guerra russo-polacca in corso, la maggioranza delle forze polacco-lituane si concentrò nella moderna Ucraina. Inghilterra, Francia e Repubblica olandese avevano concordato una petizione al Primo Concerto dell'Aia, esortando la Svezia ad accordarsi per la pace con la Danimarca alle condizioni statuite a Roskilde, e i colloqui di pace mediati dalla Francia si svolsero per tutto il 1659.

## Teatro nordamericano
La colonia della Nuova Svezia si trovava lungo il fiume Delaware, un territorio rivendicato ma non colonizzato dagli olandesi, i quali avevano costituito i Nuovi Paesi Bassi. I coloni svedesi erano la principale controparte commerciale dei Susquehannock, che a quel tempo erano il gruppo indigeno più potente nella valle del Delaware e i rivali della Confederazione irochese più a nord. Gli Irochesi a loro volta erano alleati degli olandesi.
L'alleanza olandese-polacca in Europa ebbe un suo impatto sui Nuovi Paesi Bassi. Tra i membri della piccola comunità polacca di Nuova Amsterdam figurava Daniel Liczko, un ufficiale militare che prese parte a una spedizione per erigere un forte in territorio svedese nel 1651. Il governatore generale Peter Stuyvesant battezzò l'avamposto con il nome di Forte Casimiro in onore del re polacco. Tuttavia, la struttura fu catturata e ribattezzata Trefaldigheten ("Trinità") del governatore svedese Johan Risingh nel maggio 1654. Dopo lo scoppio della seconda guerra del Nord in Europa, Stuyvesant si vendicò ingaggiando battaglia. Nell'estate del 1655 inviò il grosso della guarnigione coloniale sul fiume Delaware e guidò uno squadrone di navi ad attaccare la Nuova Svezia. Gli olandesi riconquistarono Trefaldigheten l'11 settembre e assediarono la capitale svedese, Forte Cristina, per dieci giorni prima che Risingh si arrendesse il 15 settembre. Questo segnò di fatto la fine della Nuova Svezia, ma per un certo periodo i coloni svedesi e finlandesi continuarono a godere di un'autonomia locale con una propria milizia, una propria religione, propri organi amministrativi e proprie terre. La Svezia non ebbe più una sua colonia nelle Americhe fino all'acquisizione di Saint Barthélemy dalla Francia nel 1784.
Il 15 settembre, mentre il grosso della guarnigione olandese si trovava ancora nella Nuova Svezia, i Susquehannock radunarono circa 600 guerrieri e scagliarono un attacco punitivo a Nuova Amsterdam e alle fattorie circostanti, che tendevano ad essere isolate e distanti le une dalle altre. Nel corso di questo conflitto che divenne noto come guerra della pesca, furono fatti centinaia di ostaggi e gli olandesi vennero costretti a ritirarsi a Forte Amsterdam. Dopo aver rinegoziato i diritti sulla terra e assicurato il rilascio degli ostaggi, gli olandesi reinsediarono la maggior parte del loro territorio abbandonato e costruito diverse fortificazioni aggiuntive. Stuyvesant affermò che «allo stesso modo dei nostri vicini della Nuova Inghilterra», i coloni dei Nuovi Paesi Bassi avrebbero dovuto da quel momento «organizzarsi [...] in città, villaggi e frazioni, in modo che [potesse] essere meno efficacemente protetto» da attacchi futuri. La colonia di Staten Island non venne rioccupata. Il suo governatore era Cornelis Melyn, vecchio presidente del Consiglio degli Otto Uomini e rivale politico di Stuyvesant; questi era stato imprigionato senza che fosse avvenuto alcun processo all'inizio dell'anno. Melyn e la sua famiglia disertarono nel New Haven inglese subito dopo la sua liberazione.

## Conclusione del conflitto
La Svezia sotto Gustavo Vasa, fino al 1560
     Area acquisita nel 1611 sotto i figli di Gustavo
     Area acquisita nel 1654 sotto Gustavo II Adolfo
     Area acquisita nel 1660 sotto Carlo X, la massima estensione raggiunta dalla Svezia

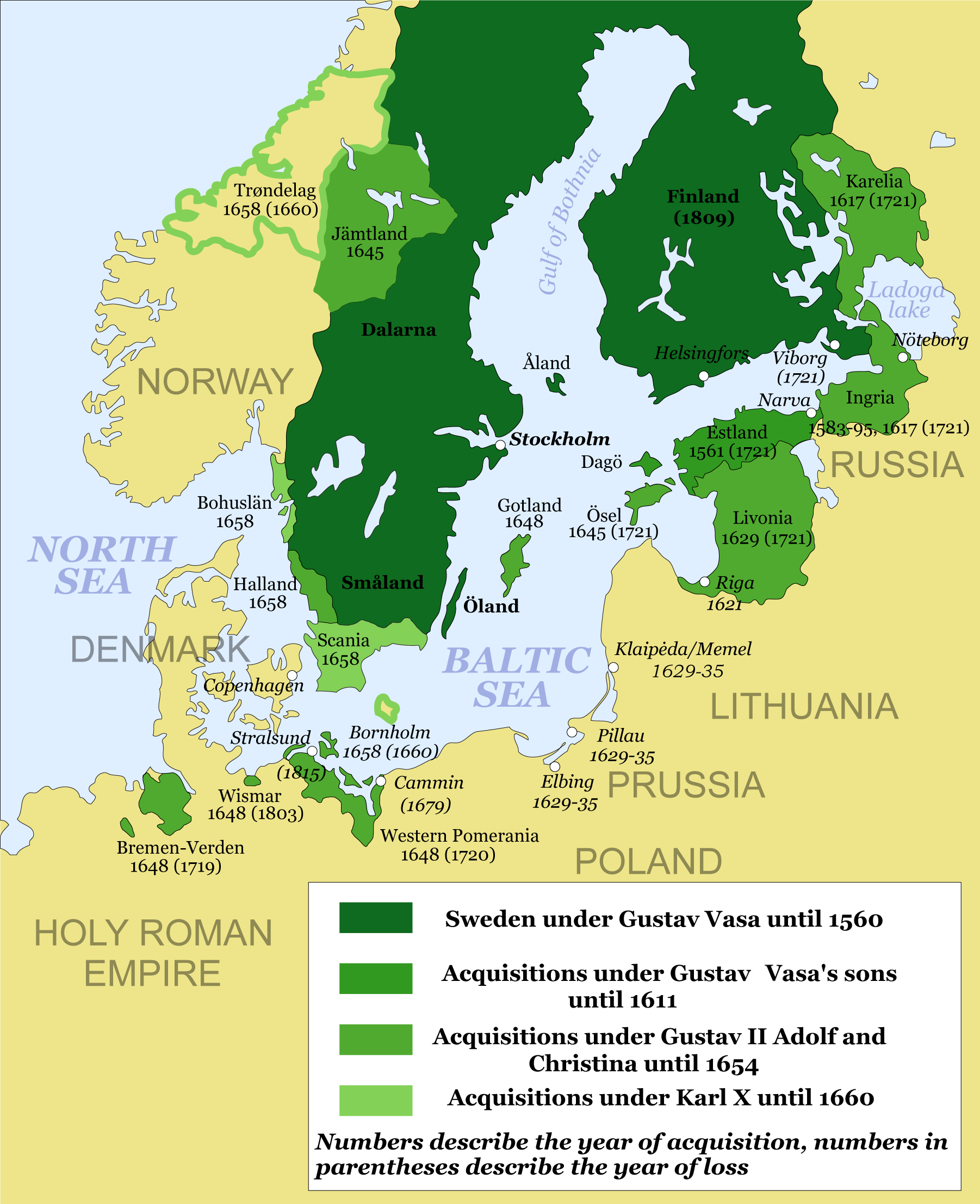
L'ascesa dell'impero svedese, culminata nel XVII secolo
----
La Svezia sotto Gustavo Vasa, fino al 1560
Area acquisita nel 1611 sotto i figli di Gustavo
Area acquisita nel 1654 sotto Gustavo II Adolfo
Area acquisita nel 1660 sotto Carlo X, la massima estensione raggiunta dalla Svezia

Carlo X Gustavo si ammalò all'inizio del 1660 e morì il 23 febbraio dello stesso anno. Con la sua morte, uno dei maggiori ostacoli alla pace scomparve e il 23 aprile gli svedesi decisero di siglare il trattato di Oliva. La supremazia di Stoccolma fu riconosciuta sulla Livonia, il Brandeburgo venne accettato come autorità sovrana nella Prussia ducale e Giovanni II Casimiro ritirò le sue pretese al trono svedese, benché preservò il titolo per tutta la sua vita. Di fatto, si ritornò alla status quo ante bellum.
Tuttavia, la Danimarca non era entusiasta della pace dopo i suoi recenti successi e dopo aver assistito alla debolezza in cui versava la Svezia. La Repubblica olandese ritirò il blocco, ma fu presto convinta dalla Danimarca a sostenerla nuovamente. Francia e Inghilterra intervennero a favore della Svezia e la situazione tornò sull'orlo di un grande conflitto. Tuttavia, il politica danese Hannibal Sehested negoziò un trattato di pace senza alcun coinvolgimento diretto delle potenze straniere. Il conflitto terminò in concomitanza con la firma del trattato di Copenaghen del 1660. La Svezia restituì Bornholm e Trøndelag alla Danimarca. I confini politici definiti dal trattato del 1660 tra Danimarca, Svezia e Norvegia, i quali assicurarono alla Svezia il dominium maris baltici, sono rimasti tuttora immutati.
La Russia, ancora impegnata nella guerra russo-polacca del 1654-1667, risolse la sua disputa con la Svezia siglando la pace di Kardis, la quale restituì alla Svezia quanto era stato occupato dai russi.

### Elenco dei trattati di pace
- Trattato di Königsberg: siglato tra Svezia e tra Brandeburgo-Prussia (1656, rimpiazzata dal trattato di Bromberg e di Oliva)
- Trattato di Bromberg: siglato tra Brandeburgo-Prussia e Polonia-Lituania
- Trattato di Roskilde: siglato tra Svezia e Danimarca (1658, sostituito dal trattato di Copenaghen)
- Trattato di Oliva: siglato tra Svezia e Brandeburgo-Prussia, Austria e Polonia-Lituania (1660)
- Trattato di Copenaghen: siglato tra Svezia e Danimarca (1660)
- Pace di Kardis: siglato tra Svezia e Russia (1661)

### Esplicative
1. ↑  Per un quadro più chiaro, si veda il paragrafo "Denominazione".

### Bibliografiche
1. ↑   Guerre del Nord, su Treccani. URL consultato il 20 ottobre 2022.
2. ↑   Francesco Benigno, L'età moderna: Dalla scoperta dell'America alla Restaurazione, Gius.Laterza & Figli Spa, 2014,  p. 229, ISBN 978-88-58-11655-5.
3. ↑   Biagio Salvemini e Francesco Benigno, Progetto storia - Tempi e problemi. Politica, istituzioni, società, II: 1650-1900, Gius.Laterza & Figli Spa,  p. 29, ISBN 978-88-42-11471-0.
4. ↑  Madonia (2013), p. 33.
5. ↑   Franco Cardini, Il Turco a Vienna: Storia del grande assedio del 1683, Gius.Laterza & Figli Spa, 2015,  p. 152, ISBN 978-88-58-11987-7.
6. ↑   Giampiero Brunelli, La guerra in età moderna, Gius.Laterza & Figli Spa, 2021,  p. 33, ISBN 978-88-58-14709-2.
7. ↑   Alberto Santoni, Da Lepanto ad Hampton Roads: storia e politica navale dell'età moderna (secoli XVI-XIX), Mursia, 1990,  p. 87, ISBN 978-88-42-50386-6.
8. ↑   Giovanna Motta, Il Baltico: Un mare interno nella storia di lungo periodo Quaderni del Dottorato storia d'Europa, Edizioni Nuova Cultura, 2013,  p. 17, ISBN 978-88-68-12158-7.
9. ↑   Fulvio Cammarano, Alle origini del moderno Occidente tra XIX e XX secolo, Rubbettino Editore, 2003,  p. 99, ISBN 978-88-49-80651-9.
10. 1 2  Frost (2000), p. 13.
11. ↑  Anisimov (1993), p. 52.
12. 1 2  Press (1991), p. 401.
13. ↑  Madonia (2013), p. 34.
14. ↑  Frost (2000), p. 163.
15. ↑  Frost (2000), p. 164.
16. 1 2  Frost (2000), p. 166.
17. 1 2  Plokhij (2022), p. 166.
18. ↑  Frost (2000), pp. 166-167.
19. 1 2 3 4  Oakley (1992), p. 85.
20. ↑  Frost (2000), p. 167.
21. 1 2 3 4 5 6 7  Frost (2000), p. 168.
22. 1 2 3 4  Frost (2000), p. 170.
23. 1 2 3  Frost (2000), p. 169.
24. 1 2  Frost (2000), p. 172.
25. 1 2 3 4 5  Frost (2000), p. 171.
26. 1 2 3 4 5 6  Press (1991), p. 402.
27. ↑  Frost (2004), p. 3.
28. ↑  Oakley (1992), p. 94.
29. ↑  Kozicki e Wróbel (1996), p. 107.
30. 1 2 3  Frost (2000), p. 173.
31. 1 2  Frost (2000), p. 174.
32. ↑  Frost (2000), p. 176.
33. ↑  Frost (2000), p. 175.
34. 1 2 3  Frost (2000), p. 177.
35. 1 2 3 4 5 6 7 8  Frost (2000), p. 178.
36. ↑  Frost (2000), pp. 177-178.
37. 1 2 3 4 5 6  Press (1991), p. 403.
38. 1 2 3 4  Frost (2000), p. 183.
39. 1 2 3 4 5 6 7  Frost (2000), p. 179.
40. 1 2 3 4  Frost (2000), p. 180.
41. 1 2  Buchholz (1999), pp. 273 e ss.
42. 1 2  Bain et al. (2012), p. 336.
43. 1 2 3  Frost (2000), p. 181.
44. 1 2 3 4 5  Frost (2000), p. 182.
45. ↑  Lockhart (2007), p. 238.
46. ↑   Piotr Stefan Wandycz, Gli Stati Uniti e la Polonia, Harvard University Press, 1980,  p. 33, ISBN 978-0-674-92685-1.
47. ↑  (EN) Fort Casimir Site, su Archivi pubblici del Delaware, Stato del Delaware. URL consultato il 21 ottobre 2022 (archiviato dall'url originale il 21 agosto 2010).
48. ↑   Siege of Christina Fort, 1655, su etc.usf.edu, Università della Florida Meridionale, 2014. URL consultato il 21 ottobre 2022.
49. ↑   Upland Court, su West Jersey History Project. URL consultato il 21 ottobre 2022.
50. ↑   Edward Manning Ruttenber, Indian Tribes of Hudson's River: To 1700, Hope Farm Press, 1992, ISBN 978-0-910746-98-4.
51. ↑  (EN) Carmela Karnoutsos, Peach Tree War, su njcu.edu, Jersey City A to Z, Università del New Jersey, 2007. URL consultato il 21 ottobre 2022.
52. ↑   Old Bergen, su cityofjerseycity.org, GetNJ.com. URL consultato il 21 ottobre 2022.
53. ↑  (EN) Laws and Ordinances of New Netherland, 1638-1674, Weed, Parsons and Company, 1868,  pp. 196-197, 206-207.